# Steve Ambri
Steve Ambri (Mont-Saint-Aignan, 12 agosto 1997) è un calciatore francese naturalizzato guineense, attaccante svincolato.

## Caratteristiche tecniche
È un'ala sinistra.

## Carriera

### Club
Cresciuto nel settore giovanile del Gonfreville, nel 2015 viene acquistato dal Valenciennes con cui debutta fra i professionisti il 3 dicembre 2016 giocando il match di Coppa di Francia perso 2-1 contro il Sarreguemines; trova le sue prime reti l'8 agosto 2017, realizzando una doppietta contro il Sochaux in Coupe de la Ligue. Nel 2020 viene ceduto a titolo definitivo al Sochaux. Nel 2022 si trasferisce nella squadra moldava dello Sheriff Tiraspol.

### Nazionale
Dopo aver giocato nella nazionale francese Under-18, nel 2021 ha esordito nella nazionale maggiore della Guinea-Bissau.

## Statistiche
Statistiche aggiornate al 24 gennaio 2024.

### Presenze e reti nei club
| Stagione            | Squadra             | Campionato          | Campionato | Campionato | Coppe nazionali | Coppe nazionali | Coppe nazionali | Coppe continentali | Coppe continentali | Coppe continentali | Altre coppe | Altre coppe | Altre coppe | Totale | Totale |
| Stagione            | Squadra             | Comp                | Pres       | Reti       | Comp            | Pres            | Reti            | Comp               | Pres               | Reti               | Comp        | Pres        | Reti        | Pres   | Reti   |
| ------------------- | ------------------- | ------------------- | ---------- | ---------- | --------------- | --------------- | --------------- | ------------------ | ------------------ | ------------------ | ----------- | ----------- | ----------- | ------ | ------ |
| 2014-2015           | Gonfreville         | CFA2                | 3          | 0          |                 | -               | -               |                    | -                  | -                  |             | -           | -           | 3      | 0      |
| 2015-2016           | Valenciennes 2      | CFA2                | 7          | 0          |                 | -               | -               |                    | -                  | -                  |             | -           | -           | 7      | 0      |
| 2019-2020           | Valenciennes 2      | N3                  | 2          | 2          |                 | -               | -               |                    | -                  | -                  |             | -           | -           | 2      | 2      |
| 2016-2017           | Valenciennes        | L2                  | 8          | 0          | CF+CdL          | 1+0             | 0               |                    | -                  | -                  |             | -           | -           | 9      | 0      |
| 2017-2018           | Valenciennes        | L2                  | 26         | 2          | CF+CdL          | 1+2             | 1+2             |                    | -                  | -                  |             | -           | -           | 29     | 5      |
| 2018-2019           | Valenciennes        | L2                  | 11         | 0          | CF+CdL          | 1+1             | 0               |                    | -                  | -                  |             | -           | -           | 13     | 0      |
| 2019-2020           | Valenciennes        | L2                  | 15         | 0          | CF+CdL          | 2+1             | 0               |                    | -                  | -                  |             | -           | -           | 18     | 0      |
| Totale Valenciennes | Totale Valenciennes | Totale Valenciennes | 60         | 2          |                 | 9               | 3               |                    | -                  | -                  |             | -           | -           | 69     | 5      |
| 2020-2021           | Sochaux             | L2                  | 20         | 1          | CF              | 1               | 0               |                    | -                  | -                  |             | -           | -           | 21     | 1      |
| 2023-feb.2024       | Jamshedpur          | ISL                 | 5          | 1          | SC              | 4               | 1               | -                  | -                  | -                  | DC          | -           | -           | 9      | 2      |
| Totale carriera     | Totale carriera     | Totale carriera     | 96         | 6          |                 | 14              | 4               |                    | -                  | -                  |             | -           | -           | 110    | 10     |